# Lutetiidae
Lutetiidae zijn een uitgestorven familie van tweekleppigen uit de orde Veneroida.

## Taxonomie
Het volgende geslacht is bij de familie ingedeeld:
- Lutetia Deshayes, 1858